# Mejillonesita
La mejillonesita és un mineral de la classe dels fosfats. Va rebre el nom per Daniel Atencio, et al. l'any 2012 per a la localitat tipus: Cerro Mejillones, a Xile.

## Característiques
La mejillonesita és un fosfat de fórmula química [H₅O₂]+NaMg₂(PO₃OH)(PO₄)(OH). Va ser aprovada com a espècie vàlida per l'Associació Mineralògica Internacional l'any 2011, sent publicada per primera vegada el 2012. Cristal·litza en el sistema ortoròmbic. La seva duresa a l'escala de Mohs és 4.

## Formació i jaciments
Va ser descoberta a Cerro Mejillones, a la província d'Antofagasta (Antofagasta, Xile), on es troba en forma de cristalls tabulars prismàtics i allargats de fins a 6 mm de llarg, generalment fent entrecreixents en agregats radials, i associada a altres minerals com: tinsleyita, òpal, guix, clinoptilolita-Na, clinoptilolita-K i bobierrita. També ha estat descrita a la mina Marcel, situada a Radlin, al voivodat de Silèsia (Polònia). Aquests dos indrets són els únics de tot el planeta on ha estat descrita aquesta espècie mineral.